# منر
مُنُر (به مجاری: Monor) در پِشت در کشور مجارستان واقع شده‌است. جمعیت این شهر ۱۸٫۲۶۸ نفر است.